# Ureasi
L'ureasi è un enzima, appartenente alla classe delle idrolasi, che catalizza l'idrolisi dell'urea in biossido di carbonio e ammoniaca con la seguente reazione:
(NH2)2CO + H2O = CO2 + 2 NH3
Nel 1926 James Sumner dimostrò, tramite tecniche di cristallografia, che l'ureasi è una proteina. 
Con questo ed esperimenti successivi dimostrò l'ipotesi secondo cui tutti gli enzimi fossero di natura proteica. L'ureasi è stata successivamente trovata anche nei batteri, lieviti e in alcune piante.

## Caratteristiche
- L'enzima presenta nel sito attivo un atomo di nichel bivalente (Ni II)
- Il peso molecolare dell'enzima è di 480000 dalton o 545000 dalton a seconda della specie (peso dedotto in base alla sequenza degli amminoacidi)
- Il pH ottimale (optimum) è 7,4
- La temperatura ottimale è di 60 gradi Celsius
- La specificità enzimatica è per l'urea e l'idrossiurea
- Sono inibitori enzimatici i metalli pesanti analoghi al nickel

## Struttura
La struttura è composta da subunità alfa e beta in rapporto di 3:3 (l'immagine sopra rappresenta solo una porzione rispetto all'enzima completamente assemblato). Una struttura particolare di ureasi è stata riscontrata in Helicobacter pylori, dove si combinano quattro copie dell'enzima (costituito da sei subunità): l'enzima ha nel complesso una forma tetraedrica ed è quindi formato in tutto da 24 subunità ({\displaystyle \alpha _{12}\beta _{12}}). Questa organizzazione superiore conferisce stabilità addizionale all'enzima, che, in questo organismo, ha l'importante funzione di produrre ammoniaca per neutralizzare l'effetto degli acidi gastrici. Inoltre l'ureasi ha in questi microbi un'azione citolitica nei confronti delle cellule gastriche e un ruolo infiammatorio. La sua azione è stimolata dall'HSP B (heat shock protein).